# Čovjekoliki majmuni
Čovjekoliki majmuni, opice (eng. apes) ili hominoidi (lat. Hominidae), skupina su životinja najsličnija i najsrodnija čovjeku. Prema danas prihvaćenom klasifikacijskom sustavu, postoje dvije porodice hominoida:
- porodica Hylobatidae u kojoj su 4 roda i 13 vrsta gibona, među koje spadaju bjeloruki gibon i siamang, a koji se zajednički nazivaju malim čovjekolikim majmunima.
- porodica Hominidae koja se sastoji od orangutana, gorila, čimpanza i čovjeka, pod zajedničkim nazivom veliki čovjekoliki majmuni ili hominidi. Hominidi obuhvaćaju dvije zasebne vrste čimpanza (bonobo Pan paniscus i običnu čimpanzu Pan troglodytes), dvije vrste gorila (zapadni gorila, Gorilla gorilla i istočni gorila, Gorilla graueri), te dvije vrste orangutana (borneanski orangutan, Pongo pygmaeus, i sumatranski orangutan, Pongo abelii).

S izuzetkom gorila i ljudi, svi čovjekoliki majmuni spretni su penjači po stablima. Najbolje ih opisuje riječ svežderi, budući im se prehrana sastoji od plodova, sjemena trave i, u većini slučajeva, određenih količina mesa i beskralježnjaka — bilo kao lovine ili jedenja njihovih strvina — te svega ostalog što se može pronaći i lako probaviti. Žive u Africi i Aziji, ali ljudi su se rasprostranili po svim dijelovima svijeta.
Većina čovjekolikih majmuna ili opica spada među rijetke ili ugrožene vrste. Glavna opasnost za većinu ugroženih vrsta je nestajanje tropskih prašuma, iako neke populacije još dodatno ugrožava i lov zbog njihova mesa (engl. bushmeat).

## Terminologija—prijašnja i sadašnja
"Òpica" (jopac, prasl. opica, rus. ópica, stčeš. op, češ. opice, steng. apa, eng. ape, stnjem. affo, njem. Affe, nizoz. aap, velš. epa, skr. kapi) riječ je nepoznata podrijetla, možda onomatopeja glasanja. Izraz ima dugu povijest neispravnog korištenja. Najranije značenje jest bezrepi (stoga krajnje sličan čovjeku) ne-ljudski primat, ali s razvojem zoološkog znanja postalo je jasno da se bezrepost javlja i kod mnogih drugih i nepovezanih vrsta.
Do prije nekoliko desetljeća mislilo se da su ljudi znatno različiti od ostalih čovjekolikih majmuna (pa čak i od velikih čovjekolikih majmuna), tako da i danas mnogi misle da izraz "opice" ili "čovjekoliki majmuni" uopće ne obuhvaća ljude. Mnogi biolozi drže da je sasvim netočno razmišljati o čovjekolikim majmunima u biološkom smislu, a ne uvrstiti među njih i ljude. Izraz "ne-ljudski čovjekoliki majmuni" ili "ne-ljudski veliki čovjekoliki majmuni" koristi se sve češće kako bi se istaknula monofiletska veza između ljudi i ostalih čovjekolikih majmuna kad se govori samo o ne-ljudskim vrstama.

## Povijest taksonomije hominoida
Povijest taksonomije hominoida pomalo je zbunjujuća i složena. Imena podskupina mijenjaju svoja značenja kako s vremenom novi dokazi, proistekli iz otkrića novih okamina i uspoređivanja anatomije i sekvencija DNK, unose promjene u shvaćanja veza među hominoidima. Priča o taksonomiji hominoida priča je o postupnom spuštanju čovječje vrste s njezina posebnog položaja u taksonomiji na jednu od grana ravnopravnih s ostalim granama. To pokazuje sve veći utjecaj kladistike (znanosti o klasificiranju živih bića strogo prema podrijetlu) na taksonomiju.
Do 2006. godine imamo osam rodova hominoida. To su četiri roda velikih čovjekolikih majmuna (Homo (ljudi), Pan (čimpanze), Gorilla (gorile) i Pongo (orangutani)), i četiri roda gibona (Hylobates, Hoolock, Nomascus i Symphalangus).
1758. godine je Carl Linné, oslanjajući se na izvješća iz druge i treće ruke, bio stavio i drugu vrstu u rod Homo zajedno s H. sapiensom: Homo troglodytes ("špiljski čovjek"). Nejasno je na koju se životinju taj nazivodnosio, jer Linné nije imao niti jedan primjerak na koji bi se pozivao, pa prema tome niti precizan opis. Linné je orangutanu dao naziv Simia satyrus ("majmun satir"). Stavio je tri roda Homo, Simia i Lemur u porodicu Primates.
Naziv troglodytes za čimpanzu je koristio Blumenbach 1775. godine, ali ga je premjestio u rod Simia. Orangutana je u rod Pongo premjestio 1799. godine Lacépède.
Linnéovo svrstavanje ljudi među primate zajedno s majmunima i opicama predstavljalo je problem onim ljudima koji su poricali bliske veze ljudi s ostalim pripadnicima životinjskog carstva. Linnéov luteranski nadbiskup okrivio ga je za "bezbožnost." U pismu Johannu Georgu Gmellinu napisanom 25. veljače 1747. godine, Linné piše:
Neugodno mi je što moram svrstati ljude među primate, ali čovjek sam sebe dobro poznaje. Nemojmo se igrati riječima. Meni je svejedno koje ćemo ime koristiti. Ali ja najozbiljnije očekujem od tebe i čitava svijeta općenito razlikovanje ljudi od simiarum na temelju prirodoslovnih načela. Za druga ja ne znam. Da mi ih bar netko može pokazati! Ako nazovem čovjeka simiis ili obrnuto, sve ću teologe okrenuti protiv sebe. A možda bi i trebalo, po pravilima struke.
Dakle, Johann Friedrich Blumenbach je u prvom izdanju svojega Prirodoslovnog priručnika (1779.) predložio podjelu primata na Quadrumana (od lat. quattuor četiri, i manus ruke, to jest majmuni i opice) i Bimana ("koji imaju dvije ruke", to jest ljudi). To su razdvajanje prihvatili i drugi prirodoslovci, napose Georges Cuvier. Neki su to razdvajanje uzdigli na razinu reda.
Međutim, mnoge sličnosti između ljudi i ostalih primata — a posebno velikih čovjekolikih majmuna — jasno su pokazivale da to razdvajanje nema znanstvenog smisla. Charles Darwin je u Podrijetlu čovjeka pisao:
Većina prirodoslovaca koji su razmatrali cjelokupno ustrojstvo čovjekova tijela, uključivši njegove duhovne sposobnosti, povela se za Blumenbachom i Cuvierom te čovjeka uvrstila u zaseban red pod nazivom Bimana (dvoruki), jednake vrijednosti kao redovi Quadrumana (četverorukaši), Carnivora (mesojedi), itd. U posljednje vrijeme neki naši najbolji prirodoslovci vratili su se mišljenju koje je prvi predložio Linnaeus, tako važnom zbog njegove pronicavosti, i čovjeka su smjestili u isti red s četverorukašima (Quadrumana) pod nazivom Primates (primati). Opravdanost toga zaključka mora se priznati ponajprije ako imamo na pameti upravo iznesene primjedbe o razmjerno maloj važnosti jako razvijenog mozga u čovjeka za njegovu klasifikaciju; te da jako izražene razlike između ljudske lubanje i lubanje u majmuna četverorukaša (što su u posljednje vrijeme osobito isticali Bischoff, Aeby i drugi) očito potječu od toga što su im se mozgovi različito razvijali. Usto, moramo se prisjetiti da su gotovo sve druge važnije razlike između čovjeka i četverorukaša očito prilagodbene naravi i da su poglavito u svezi s uspravnim položajem tijela; tako je s ustrojstvom njegove šake, stopala i zdjelice, sa zakrivljenošću njegove kralježnice i položajem glave.

### Promjene u taksonomiji
| Do otprilike 1960. godine, hominoidi su obično bili dijeljeni na dvije porodice: ljudi i njihovi izumrli srodnici stavljani su u Hominidae, ostali čovjekoliki majmuni u Pongidae. |
| U 1960-ima su na taksonomiju primijenjene tehnike molekularne biologije. Goodman je u svojoj imunološkoj studiji serumskih bjelančevina 1964. predložio podjelu hominoida na tri porodice, s ne-ljudskim čovjekolikim majmunima stavljenima u Pongidae, a malim čovjekolikim majmunima (gibonima) u Hylobatidae. Ta je trihotomija hominoidskih porodica, međutim, potaknula znanstvenike na razmišljanje koja je od tih porodica prva specijalirala iz zajedničkoga hominoidnog pretka.                                                             |
| Unutar natporodice Hominoidea, giboni su egzoskupina (engl. outgroup): što znači da su ostali hominoidi povezaniji jedni s drugima negoli bilo koji od njih s gibonima. Zbog toga su ostali veliki čovjekoliki majmuni smješteni u porodicu Hominidae zajedno s ljudima, spuštanjem dotadašnje porodice Pongidae u potporodicu; porodica Hominidae sad je sadržavala potporodice Homininae i Ponginae. Potom je opet trostruko cijepanje u potporodici Ponginae navelo znanstvenike na pitanje koji je od ta tri roda najslabije povezan s ostalima. |
| Istraživanja su pokazala da su orangutani egzoskupina, ali usporedba ljudi s tri ostala roda hominida pokazala je da su afrički čovjekoliki majmuni (čimpanze i gorile) povezaniji jedni s drugima negoli ikoji od njih s orangutanima. Ovo je dovelo do postavljanja afričkih čovjekolikih majmuna u potporodicu Homininae, što je stvorilo još jedno trostruko razdvajanje. Ovakvu klasifikaciju prvi je predložio M. Goodman 1974. godine |
| Pokušavajući razriješiti trihotomiju Homininae, neki su autori predlagali podjelu potporodica Homininae na tribuse Gorillini (afrički čovjekoliki majmuni) i Hominini (ljudi). |
| Međutim, uspoređivanja DNK pružaju uvjerljiv dokaz da unutar potporodice Homininae, gorile predstavljaju egzoskupinu. Odatle se dalo zaključiti da bi čimpanze trebale biti u skupini Hominini zajedno s ljudima. Takvu je klasifikaciju prvi predložio (premda za rang niže) M. Goodman et al. 1990. godine. (Vidjeti Evolucijska genetika čovjeka). |
| Kasnije usporedbe DNK razdijelile su gibonski rod Hylobates u četiri roda: Hylobates, Hoolock, Nomascus, i Symphalangus. |